# Elek Ilona
Elek Ilona (asszonynevein: Schacherer Károlyné, majd Hepp Lászlóné; becenevén: Csibi) (Budapest, 1907. május 17. – Budapest, 1988. július 24.) kétszeres olimpiai bajnok, hatszoros világbajnok magyar tőrvívó; a magyar sport első női olimpiai aranyérmese. Testvére Elek Margit világbajnok tőrvívó.

## Származása
Édesapja Elek (Eisler) Sándor (1870–1946) zsidó származású kereskedő volt, 1939-ben evangélikus vallásra tért ki. Apai nagyszülei Eisler Mór (1842–1919) és Blau Róza (1845–1917) Pesten kötöttek házasságot 1869. augusztus 15-én. Édesanyja Hollóczy Jusztina (1873–?) döri születésű római katolikus vallású varrónő. Anyai nagyszülei Hollóczy Ernő (1838–?) csizmadia és Ihász Katalin (1840–?).

## Kapcsolata a zenével
A Zeneművészeti Főiskolán végzett. Eredetileg zongoraművész szeretett volna lenni, de a vívás érdekében erről lemondott. Nem szakadt el teljesen a muzsikától, sok táncdalnak volt a zeneszerzője, többek között Szécsi Pál Nem tudja a jobbkéz című dalának is. Ő írta az 1959. évi budapesti vívó-világbajnokság indulóját, majd az úgynevezett labdarúgó-indulót.

## Sportpályafutása
Már az 1928-as olimpiai csapatban is számításba vették, mint tartalék. 1929-ben a magyar bajnokságon második, majd az Eb-n ötödik lett az egyéni versenyben.
1933-ban ismét második volt a magyar bajnokságon. A budapesti Eb-n csapatban első, egyéniben ötödik lett. Egy évvel később, már a DAC versenyzőjeként ismét ezüstérmes lett az ob-n, majd az Európa-bajnokságon csapatban és egyéniben is győzött. Ugyanezeket az eredményeket érte el 1935-ben is. 1936-ban San Remóban csapat-Európa-bajnok lett, majd megszerezte első magyar bajnoki címét is. Zsidó származása miatt a berlini olimpia előtt kizárták a Honvéd Tiszti Vívó Klubból, majd a MAC-ból is, de ennek ellenére részt vett a játékokon, és 21 mérkőzéséből csak hármat vesztett el, ami elegendő volt az első hely megszerzéséhez, ezzel a magyar sport első női olimpiai aranyérmese lett. A náci szervezőket különösen bosszantotta, hogy egy német vívó (Helene Mayer) elől vitte el az elsőséget.
1937-ben megvédte magyar bajnoki címét, a párizsi vb-n csapatban első, egyéniben második lett. Az UTE versenyzőjeként 1938-ban hatodik lett az ob-n, 1940-ben csapatbajnoki ezüstérmes volt. A háborús évek alatt származása miatt nem versenyezhetett.
1946-ban, a KASE sportolójaként a csapatbajnokságban és egyéniben nyert aranyérmet. 1947-ben ismét egyéni bajnok lett. 1948-ban a hágai csapat vb-n ezüstérmes lett, a londoni olimpiai játékokon 12 év után megvédte bajnoki elsőségét. Ez vele együtt két sportolónak sikerült.
1949-ben ismét két magyar bajnoki elsőséget szerzett, amit 1950-ben megismételt. 1952-ben szerezte pályafutása utolsó egyéni magyar bajnoki aranyát. Az 1952. évi nyári olimpiai játékokon az első helyen kialakult holtversenyt eldöntő találkozón szenvedett minimális vereséget, így ezüstérmes lett. 1951-től 1955-ig minden vb-n tagja volt a győztes csapatnak. Az 1956-os csapat vb-n bronzéremmel búcsúzott a világversenyektől, a Melbourne-i olimpiára már nem jutott ki.
1937 és 1956 között hat világbajnokságot (ebből öt csapataranyat), öt Európa-bajnoki elsőséget és tíz magyar bajnoki címet nyert. Mindezek mellett számtalan más érem birtokosa volt. Összesen 63 alkalommal volt magyar válogatott.
Sportpályafutásának befejezése után az Óra és Ékszer Kereskedelmi Vállalat igazgatóhelyettese volt. Testvérével együtt írt önéletrajzi műve Így vívtunk mi címen jelent meg 1968-ban.

### Egyesületei
- – 1933: Budapesti Budai TE (BBTE)
- 1934 – 1936: a Detektív Atlétikai Club (DAC)
- UTE
- 1937 – 1946: a Közalkalmazottak Sport Egyesülete (KASE)
- 1947 – 1949: a Magyar Nők Demokratikus Szövetsége (MNDSZ) Atalante Sport Egylete
- 1950 – 1952: a Budapesti Lokomotív
- 1953 – 1956: a Budapesti Honvéd

## Díjai, elismerései
- Horthy Miklós-emlékérem (1938)

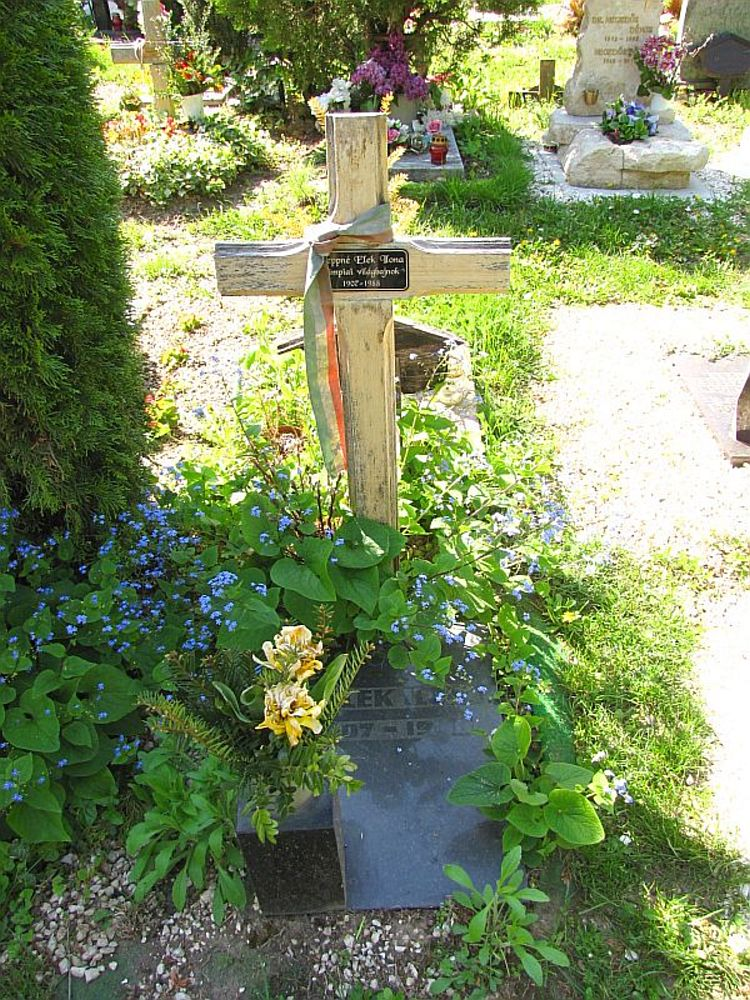
Elek Ilona sírja Budapesten. Farkasréti temető: 60/8-1-591

- Magyar Népköztársasági Sportérdemérem arany fokozat (1951)[6]
- A Magyar Népköztársaság kiváló sportolója (1951)[7]
- Feyerick-vándordíj (1951)
- A Magyar Népköztársaság Érdemes Sportolója (1954)[8]
- Magyar Népköztársaság aranykoszorúval díszített Csillagrendje (?)
- NOB Olimpiai Érdemrend ezüst fokozat (1983)
- A Nemzetközi Vívó Szövetség hírességek csarnokának tagja (2013)[9]

## Könnyűzenei művei
- T-007.001.170-9 Elek Ilona-Nádas Béla: Vívó induló
- T-007.031.606-1 Elek Ilona: Akkor is ősz volt
- T-007.096.200-3 Bál a Néva-parton
- T-007.096.201-4 Garai Imre-Elek Ilona: A csongrádi kisbíró unokája (Kovács József; Járóka Sándor és zenekara)
- T-007.096.202-5 Vass Valéria-Elek Ilona: Még adjatok időt (Sárosi Katalin)
- T-007.096.203-6 Halmágyi Sándor-Elek Ilona: Nem tudja a jobbkéz (Szécsi Pál)

## Emlékezete
- 2011-ben leplezték le emléktábláját Budapest V. kerületében, egykori lakhelyén.
- A Magyar Egyetemi – Főiskolai Sportszövetség az egyetemi sport támogatásáért Elek Ilona-emlékérmet(wd) alapított és adományoz évente. A díjat 2016-ban alapították, és 2017-ben adták át először.[10]

## Kötete
- Elek Ilona–Elek Margit: Így vívtunk mi; Sport, Bp., 1968

## Képgaléria

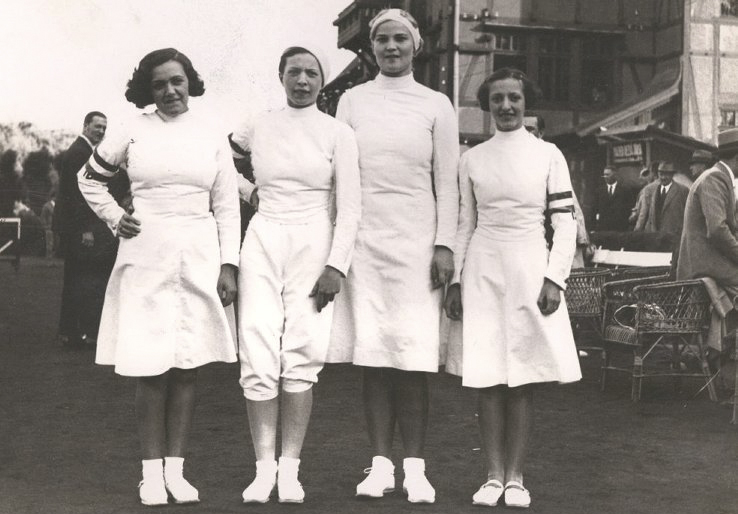
1933-ban Európa bajnok magyar női tőrvívó csapat (balról jobbra): Danÿ Margit, Elek Ilona, Bogen Erna, Elek Margit
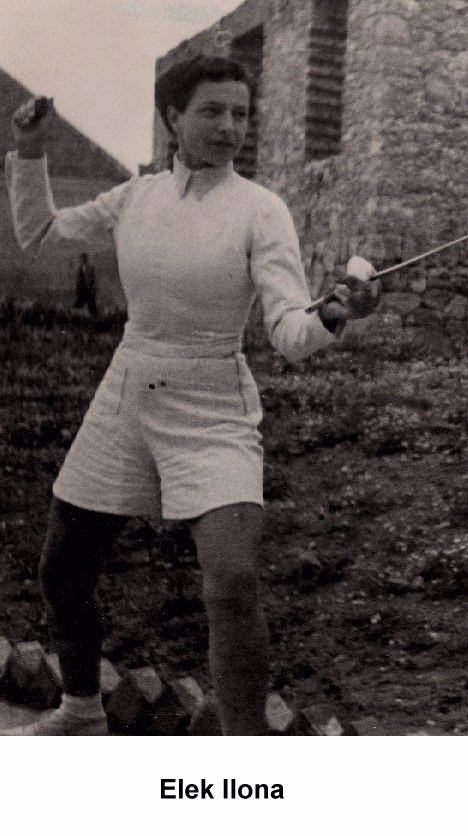
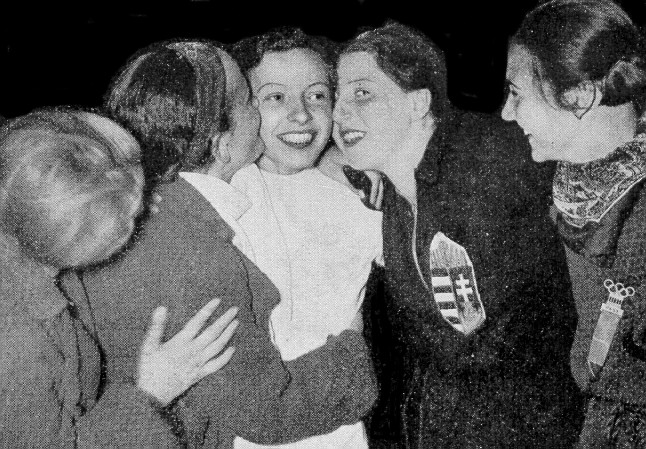
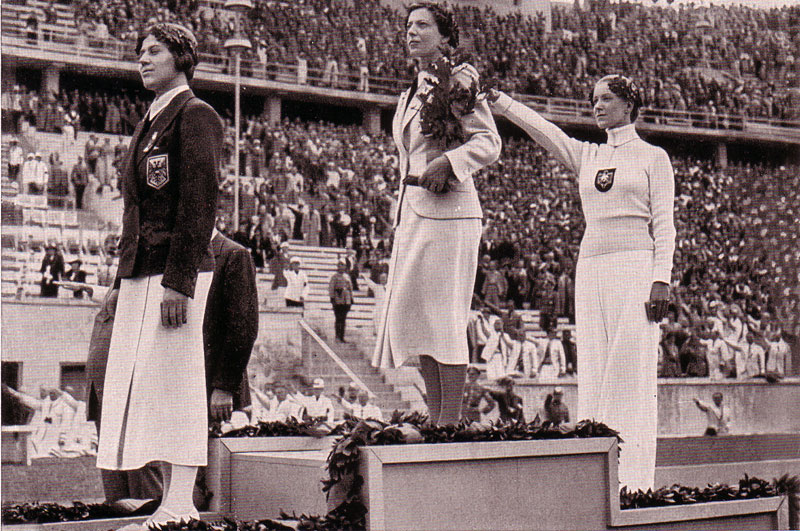
Elek Ilona az 1936-os berlini olimpia eredményhirdetésén